# Origanum akhdarense
Origanum akhdarense là một loài thực vật có hoa trong họ Hoa môi. Loài này được Ietsw. & Boulos mô tả khoa học đầu tiên năm 1975.